# JC・フレイリング
JC・フレイリング（J. C. Greyling、1991年6月21日 - ）は、ワンダラーズRCに所属するラグビーユニオン選手。

## プロフィール
- ナミビア・ウィントフック出身[1]。
- ポジションはセンター(CTB)。
- 身長 187cm、体重 92kg
- ナミビア代表キャップは40（2025年2月現在）でラグビーワールドカップ2015・ラグビーワールドカップ2019・ラグビーワールドカップ2023のナミビア代表に選ばれた[2][3][4]。

## 略歴
ウェルウィッチアス、イースタン・プロヴィンス・エレファンツを経て、2023年、ワンダラーズRCに加入。